# فینتان مک‌کیوئن
فینتان مک‌کیوئن (انگلیسی: Fintan McKeown) بازیگر اهل ایرلند است. وی از سال ۱۹۸۴ میلادی تاکنون مشغول فعالیت بوده‌است.
از فیلم‌ها و مجموعه‌های تلویزیونی که وی در آن نقش داشته‌است، می‌توان به ایزدان کهن و نو، مرلین، هالیوکس، پیشتازان فضا: وویجر و معشوق جاودان اشاره کرد.